# Пятикоры
Пятикоры (укр. П'ятикори) — село в Локачинской поселковой общине Владимирского района Волынской области Украины.
До 2020 года входило в Локачинский район.
Код КОАТУУ — 0722481806. Население по переписи 2001 года составляет 406 человек. Почтовый индекс — 45500. Телефонный код — 3374. Занимает площадь 1900 км².